# ماكس ستينكي
ماكس ستينكي (بالإنجليزية: Max Steineke) مستكشف بترول أمريكي بارز. كان كبير الجيولوجيين في شركة كاليفورنيا ستاندارد أويل (كاسوك) منذ عام 1936 وحتى العام 1950 (عندما تحولت كاسوك إلى أرامكو). جهوده وإصراره رغم النكسات المتتالية ساهم في اكتشاف النفط في المملكة العربية السعودية بكميات تجارية. عن طريق البئر المعروف باسم «الدمام رقم 7» في شهر مارس عام 1938. تخرج في جامعة ستانفورد عام 1921 في علم الجيولوجيا. توفي عام 1952.

## النشأة
قضى ستينكي سنوات حياته المبكرة في عزبة عائلته قرب بروكينقز في أوريغون. كان أحد تسعة أبناء لمهاجر ألماني. في عمر الثانية عشر غادر منزل عائلته إلى مدينة كريسنت في كاليفورنيا. حيث حصل على عمل في طاحونة للخشب. اهتم به معلمه في المدرسة وشجعه لإكمال دراسته.
في العام 1917 انضم إلى جامعة ستانفورد (حيث لا يوجد اختبارات قبول وقتها). في عام 1921 تخرج بدرجة بكالوريوس في الجيولوجيا. خلال السنوات ما بين تخرجه من الجامعة وعمله في المملكة العربية السعودية، بحث عن النفط في كل من كاليفورنيا، ألاسكا، كندا، كولومبيا ونيوزلندا.

## استكشاف النفط في المملكة العربية السعودية
في 29 مايو 1933 منحت المملكة العربية السعودية امتياز التنقيب عن النفط لشركة ستاندارد أويل أوف كاليفورنيا (سوكال، التي تعرف اليوم باسم شيفرون). التي قامت في الثامن من نوفمبر بتأسيس شركة فرعية اسمتها كاليفورنيا العربية ستاندارد أويل كومباني (كاسوك) لإدارة هذا الامتياز. التشكيل الجيولوجي المعروف المسمى «قبة الدمام» كان الهدف الأول لعمليات التنقيب، ابتدأ البحث بواسطة شويلر ب. هنري وجي. دبليو هوفر في العام 1933. السلسلة الأولى من آبار الاختبار تم حفرها في العام 1935.
وصل ستينكي إلى المملكة العربية السعودية لأول مرة في العام 1934, تم تعيينه كبير الجيولوجيين في كاسوك في العام 1936. في العام 1937 قام برحلة للتعرف على جيولوجية المملكة العربية السعودية مع مجموعة صغيرة من الجيولوحيين.
خلال ذلك سلسلة من آبار الاختبار تم حفرها في الدمام، خلال العام 1936 لم ينجح أي من آبار الاختبار في الكشف عن وجود كميات تجارية من النفط. في ديسمبر 1936 أجري «الاختبار العميق» رقم 7. بدأ بإلحاح من ستينكي الذي طمح لاختبار مناطق أعمق. خلال العام 1937 الحقل رقم 7 واجه العديد من الحوادث والتأخيرات. في بداية 1938 تم استدعاء ستينكي إلى سان فرانسيسكو حيث أقنع بنجاح لاستمرار الحفر. في الأسبوع الأول من مارس 1938 وعلى عمق 1440 متر، بدأ حقل الدمام رقم 7 بإنتاج النفط بكميات تجارية، ليصل لأكثر من 3000 برميل في نهاية الشهر نفسه. النجاح المتحقق في البئر رقم 7 قاد لعدد النتائج الإيجابية، وبحلول 1940 حقل الدمام رقم 7 وصل لمستوى 12,000 برميل في اليوم.
وجد ستينكي دلائل على وجود النفط على بعد 50 كيلو متراً من الدمام، وفي نوفمبر 1940 ضخ الحقل الأول ما يقارب 10,000 برميل في اليوم. وكان ما اكتشفه ستينكي ليس سوى حقل بقيق الضخم باحتياطي يقارب 12 مليار برميل من النفط.
قام ستينكي بتطوير تقنية الحفر الهيكلي لرسم خرائط جيولوجية تحت سطح الأرض، التي تم استخدامها على نطاق واسع في عمليات الاستكشاف في المملكة العربية السعودية. كما يستشهد بالقول حين حصوله على جائزة باورز من الجمعية الأمريكية لجيولوجيي النفط: «الطرق التي قام بتطويرها ستينكي مكنت من الكشف عن كميات ضخمة من النفط أكثر مما قام به أي جيولوجي آخر». هذه الطريقة كان لها دور فعال في اكتشاف أضخم حقل نفط تم إكشافه على الإطلاق وهو حقل الغوار.
استمر ستينكي في العمل في المملكة العربية السعودية خلال الحرب العالمية الثانية. عمله في كاسوك خلال تلك الفترة كان لإنتاج النفط لصالح الحلفاء، وكذلك حماية الآبار من هجوم الأعداء. استمر ككبير الجيولوجيين في أرامكو حتى العام 1950. عندها بدأت صحته بالتراجع.
توفي ستينكي في لوس ألتوس، كاليفورنيا. في أبريل عام 1952 عن عمر ناهز 54 عاماً.

## الجوائز والتقديرات
جائزة باورز عن الجمعية الأمريكية لجيولوجيي النفط  1951.
قاعة ستينكي، قاعة الضيافة في مجمع ارامكو في الظهران، سميت تقديرا لماكس ستينكي.
منحة ماكس ستينكي للأستاذية في مدرسة علوم الأرض في جامعة ستانفورد.

## للاستزادة
http://www.alrahalat.com/vb/showthread.php?t=3135